# Johan Meyer (klockgjutare)
 Ej att förväxlas med den norske arkitekten Johan Meyer
Johan Meyer, född 1636 och död 1679, var en svensk klockgjutare.
Johan Meyer var son till Gerdt Meyer. Han tog vid unga år över ledningen för Meyerska Styckgjuteriet vid Beridarebanan i Stockholm efter fadern, som grundat det 1641. År 1655 fick han kungligt privilegium.
Hans änka gifte sig 1684 med Mikael Bader (död 1693) från Vilnius, som samma år övertog ledningen för Meyerska Styckgjuteriet. 
Johan Meyers son Gerhard Meyer d.ä. övertog senare ledningen för Meyerska Styckgjuteriet.